# عصب حسي
العصب الحسي (بالإنجليزية: Sensory nerve)‏ هو رزمة مغلقة شبيهة بالكابل من ألياف الأعصاب الحسية في الجهاز العصبي المحيطي.

## روابط خارجية
- "Sensory nerve" في معجم دورلاند الطبي